# Mériel
Mériel egy község Franciaországban. Lakosainak száma 5337 fő (2022. január 1.).

## Földrajza
Mériel L’Isle-Adam, Auvers-sur-Oise, Butry-sur-Oise, Méry-sur-Oise és Villiers-Adam községekkel határos.